# Xenodiagnóstico
El xenodiagnóstico es un método de diagnóstico que se utiliza para documentar la presencia de microorganismos o patógenos de enfermedades infecciosas al exponer un tejido posiblemente infectado a un vector y luego examinar el vector para detectar la presencia de los microorganismos o patógenos que pueda haber ingerido.

## Usos
El xenodiagnóstico no se ha usado comúnmente en el diagnóstico de la enfermedad de Lyme porque el cultivo de células in vitro ahora sirve para este propósito, sin embargo, el proceso se usa comúnmente para diagnosticar infecciones que involucran microorganismos como la tripanosomiasis.

## Estudio
Émile Brumpt introdujo la técnica del xenodiagnóstico en la investigación parasitológica y estudió ampliamente enfermedades como la bilharziasis, la enfermedad de Chagas, la oncocercosis y la leishmaniasis.
Los profesionales médicos utilizan principalmente el xenodiagnóstico para determinar la presencia de una infección crónica por Trypanosoma cruzi (el flagelado que causa la enfermedad de Chagas). La demostración directa y definitiva de la presencia de este agente causal en un paciente resulta difícil. Por lo tanto, el médico permite que un triatomino, vector del flagelado, tome sangre del paciente. Posteriormente, el médico inspecciona el intestino de los triatominos en busca de crecimiento de Trypanosoma cruzi.
Históricamente, los profesionales médicos identificaron con éxito la babesiosis con xenodiagnóstico, tanto en hámsteres para Babesia microti como en jerbos para Babesia divergens. Ahora utilizan medidas de diagnóstico más rápidas.
El xenodiagnóstico de la filariasis ahora está obsoleto.